# 拉科韋茨 (利維夫州)

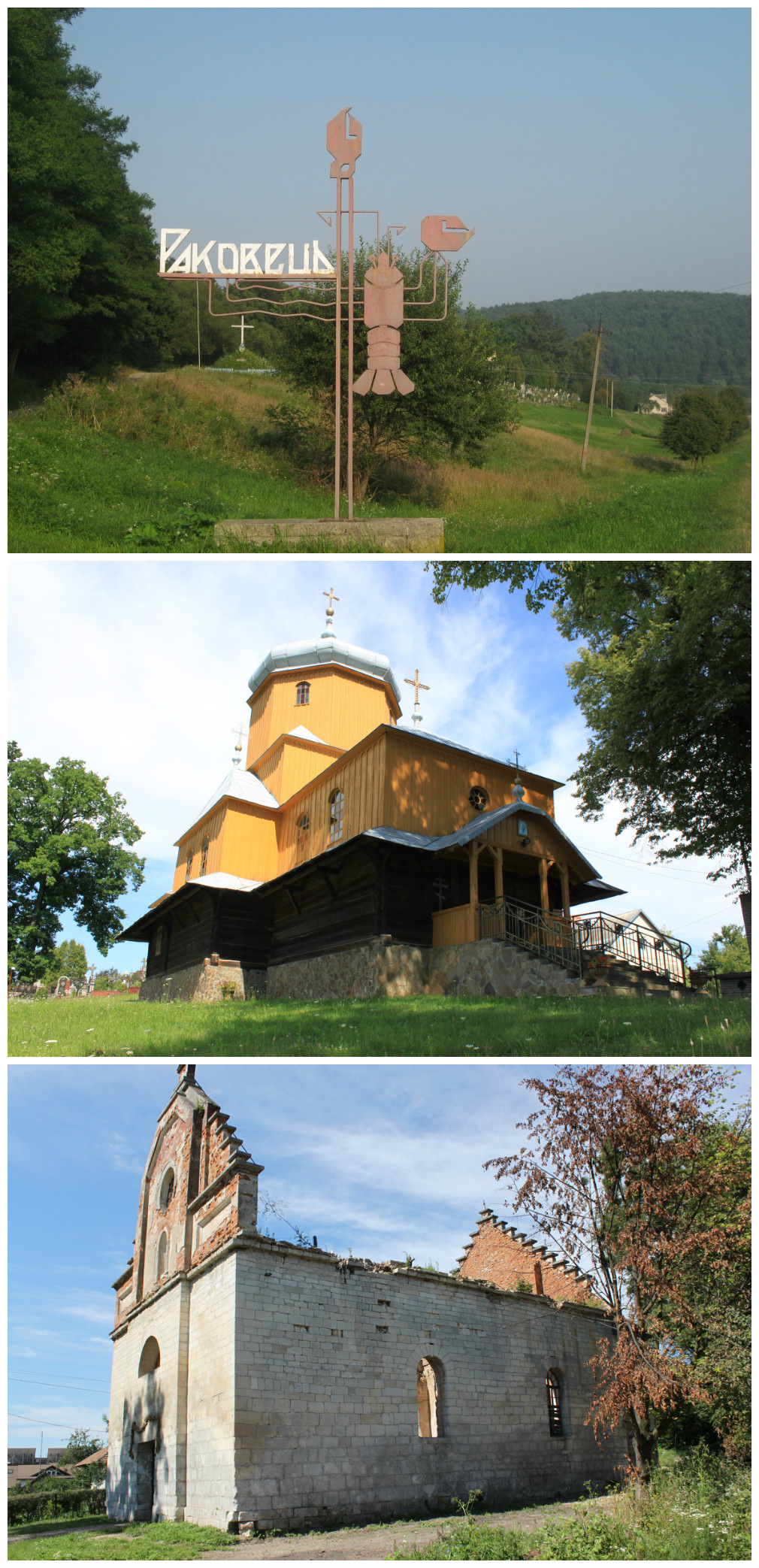

拉科韋茨（羅馬化：Rakovets）是烏克蘭西部的村莊，隸屬利維夫州的利維夫區。該村始建於1466年，面積1.28平方公里，海拔高度296米，2012年人口207，人口密度每平方公里161.72人。